# پسر و دنیا
«پسر و جهان» (پرتغالی: O Menino e o Mundo) فیلمی برزیلی در سبک انیمیشن است که در سال ۲۰۱۳ منتشر شد. این فیلم توانست در هشتاد و هشتمین دوره جوایز اسکار در بخش بهترین فیلم پویانمایی نامزد شود.

## خلاصهٔ داستان
قصه درباره پسر کوچکی است که در سفری ماجراجویانه به دنبال پدرش کل جهان را جستجو می کند.